# Clubiona zhangmuensis
Clubiona zhangmuensis is een spinnensoort uit de familie struikzakspinnen (Clubionidae). De soort komt voor in China. 